# Fundación Ramón Areces
La Fundación Ramón Areces es una fundación cultural privada creada por Ramón Areces, fundador de El Corte Inglés, en marzo de 1976, con el objeto social del desarrollo de la educación, la cultura y la investigación. Al fallecer su fundador en 1989, la Fundación hereda la totalidad de sus bienes, y el nuevo presidente de El Corte Inglés, Isidoro Álvarez, es nombrado presidente del consejo del patronato de la fundación. Tras su fallecimiento en 2014, asume el cargo de presidente Florencio Lasaga Munárriz, miembro del patronato desde su constitución en el año 1976. En 2021, este cargo de presidente de esta fundación recae sobre Marta Álvarez,  también presidenta del Corte Inglés desde 2019.